# 붕어섬 (화천군)
붕어섬은 강원특별자치도 화천군 화천읍 하리의 화천강에 위치한 섬이다. '붕어섬'은 섬의 모습이 마치 붕어 같다고 해서 붙여진 이름이다.

## 시설
- 잔디구장
- 족구장
- 풋살장
- 산책로
- 분수대
- 야외무대
- 화장실